# روز عروسی ربه‌کا
روز عروسی ربه‌کا (انگلیسی: Rebecca's Wedding Day) یک فیلم کوتاه کمدی به کارگردانی جرج نیکولز است که در سال ۱۹۱۴ منتشر شد.

## گزیدهٔ بازیگران
- فیلیس آلن
- راسکو آرباکل
- مینتا دارفی